# Snowflake
Snowflake es un pueblo ubicado en el condado de Navajo en el estado estadounidense de Arizona. En el Censo de 2010 tenía una población de 5590 habitantes y una densidad poblacional de 64,28 personas por km².

## Geografía
Snowflake se encuentra ubicado en las coordenadas 34°31′8″N 110°5′24″O / 34.51889, -110.09000. Según la Oficina del Censo de los Estados Unidos, Snowflake tiene una superficie total de 86.97 km², de la cual 86.82 km² corresponden a tierra firme y (0.17%) 0.15 km² es agua.

## Demografía
Según el censo de 2010, había 5.590 personas residiendo en Snowflake. La densidad de población era de 64,28 hab./km². De los 5.590 habitantes, Snowflake estaba compuesto por el 84.56% blancos, el 0.13% eran afroamericanos, el 6.46% eran amerindios, el 0.21% eran asiáticos, el 0.21% eran isleños del Pacífico, el 5.99% eran de otras razas y el 2.43% pertenecían a dos o más razas. Del total de la población el 11.82% eran hispanos o latinos de cualquier raza.